# Badr (Líbia)
Badr (àrab: بدر, Badr) és una petita ciutat de Líbia, del districte de Nalut, al nord-oest del país, amb una població de 18.693 habitants, segons una estimació de 2010. Abans de la reorganització de districtes de 2007 havia pertangut al districte de Yafran.